# ワイルド・ワールド
「ワイルド・ワールド」（Wild World）は、キャット・スティーヴンスが1970年に作詞作曲し発表した楽曲。翌1971年にアメリカでシングルカットされヒット。多くのカバー・バージョンを生んだ。

## 概要
当時スティーヴンスは女優のパティ・ダーバンヴィル（Patti D'Arbanville）と交際していた。ダーバンヴィルとの関係を題材にスティーヴンスはいくつかの曲を書いた。「ワイルド・ワールド」もその中の一つ。録音は1970年7月、ロンドンのモーガン・スタジオで行われた。同年11月発売のアルバム『父と子（Tea for the Tillerman）』に収録された。アルバムはBillboard 200で8位を記録し、ゴールドディスクに認定された。
1971年1月にアメリカでシングルカットされた。B面は「遥かなる愛の地（Miles from Nowhere）」。同年4月10日付のビルボード・Hot 100で11位を記録した。ビルボードのイージーリスニング・チャートで21位、カナダで14位を記録した。
2008年に発売されたアルバム『父と子』のデラックス・エディションにデモ・バージョンと、2007年にロンドンで行ったライブ音源が収録されている。

## 論争
「ワイルド・ワールド」が女性を見下している作品だと考える批評や音楽ライターは少なくなく、議論を引き起こしている。端緒となったのはジャーナリストでフェミニストのエレン・ウィリスが書いたエッセイだった。
以来、このメソッドは「The Willis test」と呼ばれるようになった。

## カバー・バージョン
- ジミー・クリフ - 1970年のシングル。全英シングルチャートで8位を記録。
- トゥモローズ・チルドレン - 1970年のアルバム『The Going's Great』に収録。
- ホセ・フェリシアーノ - 1971年のアルバム『That the Spirit Needs』に収録。
- リル・リンドフォシュ - 1971年のアルバム『Sång』に収録。スウェーデン語詞。タイトルは「En hård värld」。
- マル - 1971年のアルバム『Mal』に収録。イタリア語詞。タイトルは「Ragazzina senza cuore」。
- ザ・ジェントリーズ - 1972年のシングル。
- マッティ・エスコ - 1973年のアルバム『Aikaa sulta pyydän』に収録。フィンランド語詞。タイトルは「On maailma suuri」。
- ジョナサン・キング - 1987年のシングル。
- マキシ・プリースト - 1987年のアルバム『Maxi』に収録。翌1988年にシングルカットされ、全米25位、イギリスで5位を記録した。
- MR. BIG - 1993年のシングル。全米27位を記録。
- ダミアン・リース - 2008年のアルバム『Catch the Wind - Songs of a Generation』に収録。
- リーム・リューバニ - 2015年公開の映画『ロック・ザ・カスバ!』のサウンドトラック。
- ビル・オーヴァートン - 2016年のアルバム『Always in My Heart』に収録。